# Abbazia di Barking
L'abbazia di Barking, sita nel quartiere di Barking, nel borgo londinese di Barking e Dagenham, fu fondata nel 666 da san Earconvaldo. Distrutta nel XVI secolo, ne rimangono oggi solo le rovine, site in uno spazio verde aperto al pubblico.

## Storia
Dedicata originariamente alla Vergine Maria e successivamente a santa Maria e santa Etelburga, fu fondata da san Earconvaldo, allora vescovo di Londra, per la sorella Etelburga, che ne fu la prima badessa. La chiesa abbaziale di All Hallows-by-the-Tower presso la Tower Hill, venne fondata nel 675.
Una delle prime grandi opere della scuola anglo-latina, il De Laude Virginitatis, doppio poema, sia in prosa che in versi, nel complesso stile latino insegnato nella scuola di Canterbury di Adriano di Canterbury, celebrante il martirio cristiano e la verginità, era stato dedicato dal suo autore, sant'Aldelmo alla badessa Ildelita e a nove altre monache di Barking.
Beda il Venerabile cita la fondazione dell'abbazia. Nell'870 questa venne distrutta dai Vichinghi e cento anni dopo fu ripristinata come fondazione reale.
Come supervisore dell'abbazia, la regina Elfrida d'Inghilterra, moglie di Edgardo d'Inghilterra, depose la badessa Wulfilda a seguito delle lamentele delle monache, ma vent'anni dopo la reintegrò nell'incarico.
Guglielmo il Conquistatore trascorse il suo primo Capodanno dopo la conquista normanna dell'Inghilterra del 1066 nell'abbazia. L'arcivescovo san Dunstano fece dell'abbazia un convento femminile di stretta osservanza benedettina.
Durante il XII secolo Clemenza da Barking, una monaca che viveva nell'abbazia ed una delle rare scrittrici di quel periodo, fu autrice di un componimento in versi in lingua volgare sulla vita di santa Caterina d'Alessandria.
Nel novembre del 1539 l'abbazia venne disciolta per ordine di Enrico VIII, dopo di che venne usata come cava per materiale da costruzione edilizia e come fattoria. Un moderno ward dell'attuale Borough di Barking e Dagenham prende il nome di Abbey dalle rovine dell'abbazia.

## Immagini delle rovine

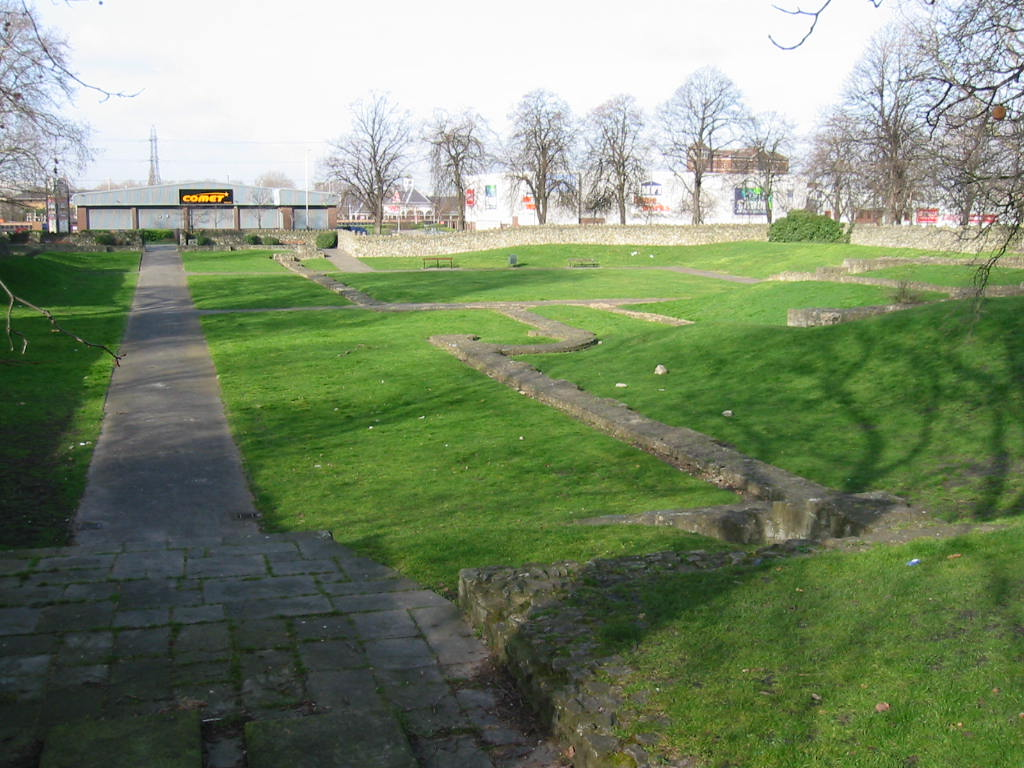
Rovine dell'abbazia
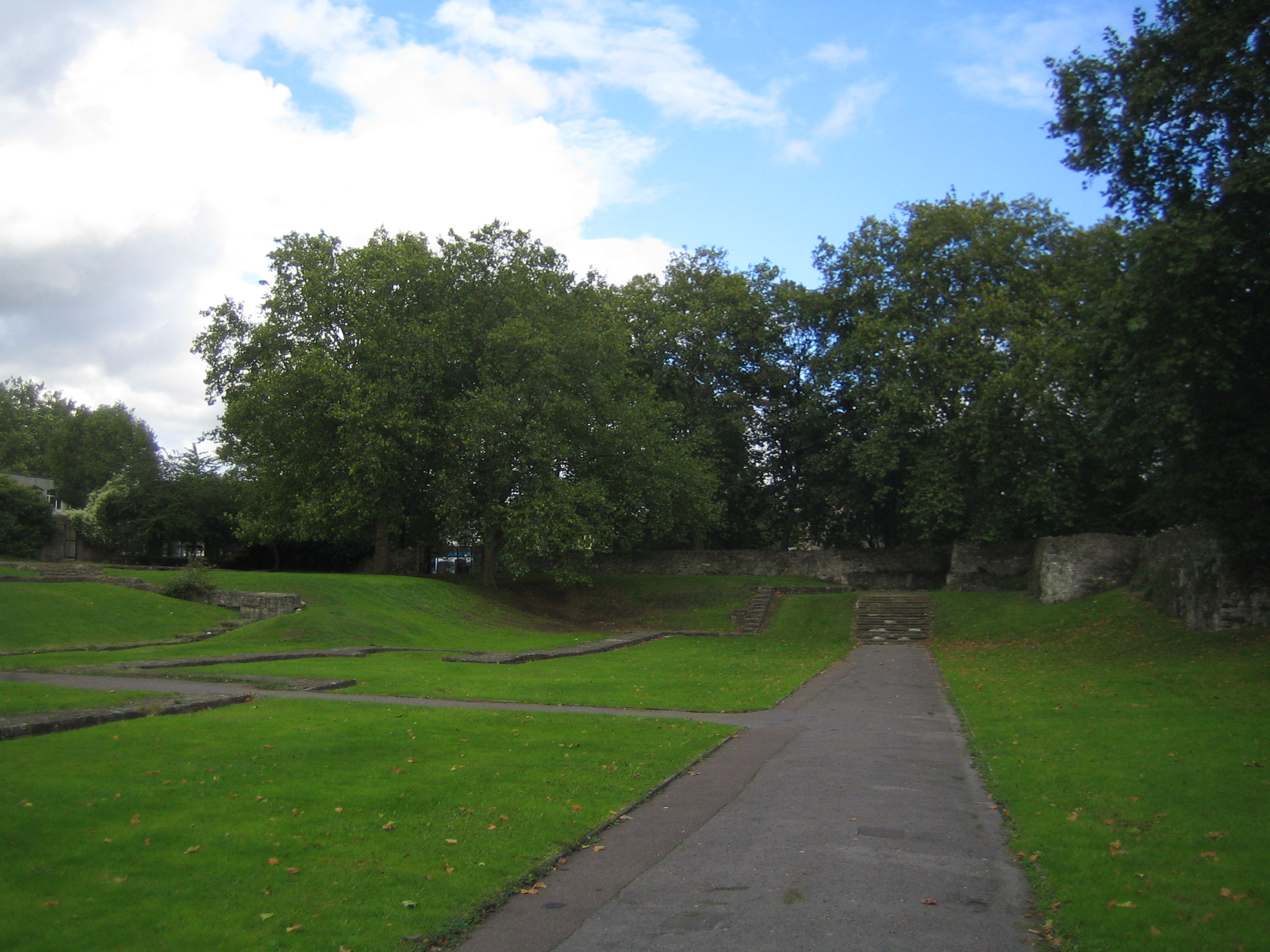
Rovine dell'abbazia
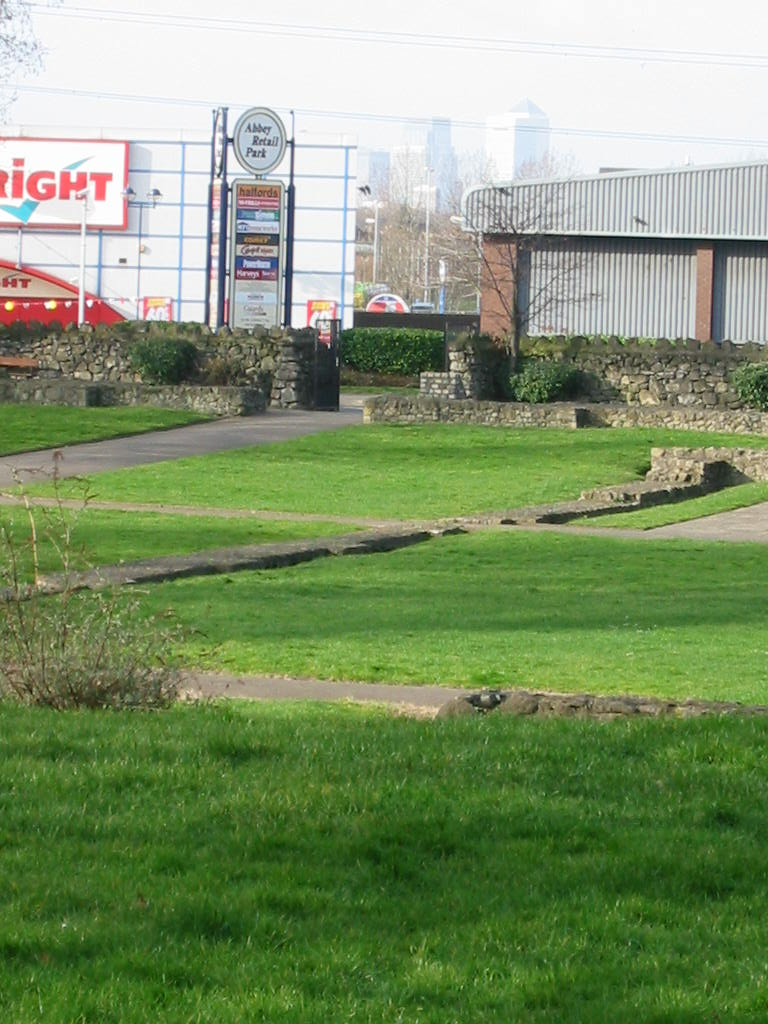
Rovine dell'abbazia con l'Abbey Retail Park e il Canary Wharf sullo sfondo